# زهرة دوغان
زهرة دوغان (مواليد 14 أبريل 1989) فنانة وصحفية كردية ومؤلفة من ديار بكر في تركيا. في عام 2017، حُكم عليها بالسجن لمدة عامين و9 أشهر و22 يومًا بتهمة «الدعاية الإرهابية» بسبب تغطيتها الإخبارية ومنشوراتها على مواقع التواصل الاجتماعي ونشرها لوحة على وسائل التواصل الاجتماعي. تصور لوحتها الدمار الذي لحق بمدينة نصيبين في جنوب شرق تركيا بعد الاشتباكات بين قوات أمن الدولة والمتمردين الأكراد. بعد أن أنهت مدة عقوبتها، تم إطلاق سراحها من سجن طرسوس في 24 فبراير 2019.

## المسيرة المهنية
كانت مؤسسة ومحررة وكالة أنباء جنها، وهي وكالة أنباء كردية نسوية جميع أفراد طاقمها من النساء. تم إغلاق جينها في 29 أكتوبر 2016 من قبل السلطات التركية، حيث تم إغلاق أكثر من 100 منفذ إعلامي منذ الانقلاب الفاشل في يوليو 2016. في فبراير 2016، انتقلت دوغان إلى نصيبين وبدأ في إرسال التقارير إليه.

### القبض والسجن
في 21 يوليو 2016، اعتقلت في مقهى بنصيبين ثم سُجنت في 23 يوليو في سجن ماردين. صدر أمر بالإفراج عنها في انتظار المحاكمة في 9 ديسمبر من العام نفسه. في 2 مارس 2017، تمت تبرئتها من تهمة «الانتماء إلى منظمة غير قانونية»، لكن حُكم عليها بالسجن لمدة عامين و9 أشهر و22 يومًا بسبب تغطيتها الإخبارية ونشرها لوحة على وسائل التواصل الاجتماعي. استأنفت الحكم ولكن تم تأكيده واعتقلت في 12 يوليو 2017.

كتبت دوغان على تويتر عقب صدور الحكم 
في السجن، أنشأت هي ونساء أخريات صحيفة أوزغور غوندم زندان (Free Agenda Dungeon)، واسمها تلاعب بالألفاظ على Özgür Gündem (أجندة حرة)، وهي مطبوعة مقرها إسطنبول تلبي احتياجات الجماهير الكردية. أطلق سراح زهرة دوغان من السجن في فبراير 2019.

### رد الفعل الدولي على السجن

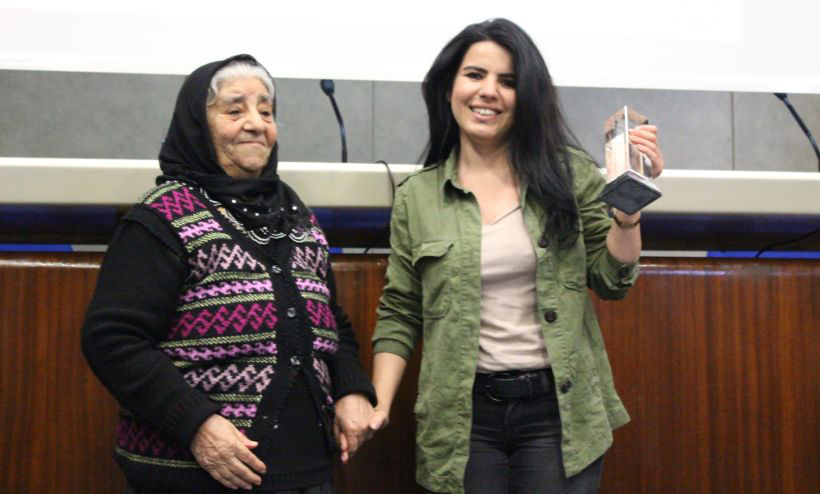
زهرة دوغان تتسلم جائزة Metin Göktepe في عام 2015

في نوفمبر 2017، نشر الفنان الصيني المنشق آي ويوي رسالة كتبها تضامنًا مع قضية دوغان، وربط بين القمع الصيني والتركي للتعبير الفني. أجابت زهرة دوغان على الفنان من السجن قائلة: «الفن هو أفضل أداة للنضال». في 16 مارس 2018، كشف فنان الجرافيتي في المقيم ببانكسي في إنجلترا، النقاب عن لوحة جدارية في نيويورك، يبلغ طولها 70 قدمًا، تظهر علامات إحصاء سوداء لأيام سجن دوغان، مع تحول مجموعة واحدة إلى قضبان يطل من خلفها وجه دوغان من السجن. قال بانكسي لصحيفة نيويورك تايمز: «أشعر بها حقًا.... لقد رسمت أشياء تستحق أكثر بكثير من عقوبة السجن».
أصدرت كريتف نومادز، وهي إنتاج إيطالي، فيلمًا وثائقيًا يضم ثلاث نساء: «إرهابيون. زهرة والآخرون» عام 2019. أجرى كل من الروائية أسلي أردوغان، والطبيب الشرعي والمدافع عن حقوق الإنسان شبنم كورور فينكانسي، مقابلات مع زهرة دوغان بالمراسلات من السجن، كما أعارت كاسيا سموتنياك صوتها لشخصية الرسوم المتحركة. الفيلم الوثائقي من إخراج ماريكا كاسالينوفو، وفرانشيسكا نافا، وفيشي تشيناغليا، وماريلا بومبيني.

## الاعتراف
- 2015 جائزة Metin Göktepe للصحافة. كانت الجائزة لعمل زهرة دوغان حول النساء الأيزيديات الهاربات من أسر تنظيم الدولة الإسلامية.[22]
- 2017، جائزة المفكر الحر، مع الصحفية الإيرانية مسيح علي نجاد.[23]
- 2017، فنان التمرد في العالم 2017 التي تمنحها شبكة الصحافة الاستقصائية العالمية.[24]
- مايو 2018، جائزة «ربيع حرية الصحافة» من دويتشر جورناليسن فيرباند (رابطة الصحفيين الألمان)
- 2018، جائزة الشجاعة في الصحافة من المؤسسة النسائية الدولية للإعلام.[25]
- 2018، عضوة فخرية في نادي القلم الدولي.[26]
- 2019، جائزة الشجاعة الاستثنائية في الصحافة من مؤسسة مي شدياق.[27]
- 2020، خلال النسخة 14 من مهرجان التميز الأنثوي بجنوة في إيطاليا، حصلت على «جائزة هيباتيا للتميز النسائي الدولي».[28][29]
- 2020، «جائزة كارول راما»، أرتيسيما 2020.[30][31]
- 2020، أقوى 100 - الأشخاص الأكثر تأثيرًا في عام 2020 في عالم الفن المعاصر.[32]
- 2021، جوائز أتوميوم جائزة Le Soir للقصص المصورة ريبورتاج 2021، عن روايتها المصورة Prison n ° 5، التي نشرتها Editions Delcourt في عام 2021.[33][34]

## المعارض
- سبتمبر 2021، معرض Miart الدولي للفن الحديث والمعاصر، ميلانو في إيطاليا.[35]
- يوليو 2021، صرخة الحقيقة، كروس في مدريد.[36]
- يونيو - أغسطس 2021، «صورة أقوى»، كيوسك، مسرح مكسيم جوركي، برلين.[37][38]
- مايو - يونيو 2021، «إعادة زيارة Danae»، فيلا براندوليني، بيفي دي سوليجو في إيطاليا.[39]
- فبراير 2021، «وقت الفراشات»، معرض مخصص لباتريا، ومينيرفا، وتيريزا ميرابال، برعاية إليترا ستامبوليس، باك - جناح الفن المعاصر، ميلانو في إيطاليا (مخطط أصلًا في نوفمبر 2020 - تم تأجيله بسبب الجائحة).[40][41]
- ديسمبر 2020، معرض جماعي «التدخل الدقيق»، كافيه بيت الأدب إسطنبول، إسطنبول في تركيا.[42]
- ديسمبر 2020، آرت بازل، «إجمالي: ميامي بيتش».[43]
- سبتمبر - أكتوبر 2020، «غير مرئي»، كافيه بيت الأدب إسطنبول، إسطنبول في تركيا.[44][45][46][47]
- سبتمبر 2020، الفن في الاحتجاج من قبل مؤسسة حقوق الإنسان.[48]
- سبتمبر 2020، غاليري بروميتو، ميلانو في إيطاليا. معرض بعنوان «ما بعد» مع أداء.[49][50]
- سبتمبر 2020، قصور الفن ريميني - جزء، إيطاليا. معرض جماعي. مجموعة مؤسسة سان باترينيانو.[51]
- سبتمبر 2020، برشلونة في إسبانيا، مركز لا بانيرا للفنون، معرض مختلط للرقابة، «خطوط حمراء. الرقابة في العقيد»، مع العمل الرقمي «نصيبين».[52]
- سبتمبر 2020، بينالي برلين، ألمانيا.[53][54]
- أغسطس 2020، لوكا إيطاليا، عرض جماعي، «أحيانًا أعتقد أن...»، كنيسة سان ماتيو السابقة، بيازا سان ماتيو، لوكا.[55][56]
- في 21 يوليو 2020، كرمت زهرة دوغان مدينة بريشيا في إيطاليا، من خلال لوحة جدارية كبيرة لمقاومة فيروس كورونا. برعاية إليترا ستامبوليس.[57][58]
- يوليو 2020، مهرجان رافينا، إيطاليا، عرضان خلال حفلات «طرق الصداقة» مع المغني الكردي أينور دوغان وأوركسترا جيوفانيلي لويجي شيروبيني وأوركسترا الموسيقيين السوريين المغتربين بقيادة ريكآردو موتي. برعاية إليترا ستامبوليس.[59]
- في يونيو 2020، بدأت مشروع صحيفة حائط بعنوان «الأوقات الصعبة» مع العدد الأول المخصص لجورج فلويد، على جدار حول بارك روزا باركس في باريس.[60]
- يناير 2020، جمعية ناسو للفنون في فيسبادن «لكل عصر فنه - لفن حريته».[61][62]
- يناير 2020، منتدى السلام 2020 ببازل

في سويسرا.
- ديسمبر 2019، معهد الشرق الأوسط، واشنطن في الولايات المتحدة. «التحدث عبر الجبال: فنانون أكراد في حوار».[64]
- نوفمبر - يناير 2019، متحف سانتا جوليا، بريشيا في إيطاليا، «سيكون لدينا أيضا أيام أفضل. يعمل من السجون التركية». جزء من مهرجان بريشيا للسلام. برعاية إليترا ستامبوليس.[65][66][67]
- نوفمبر 2019، معرض الفضاء النسائي - إصدارات النساء، باريس في فرنسا «نجا من العمل».[68]
- نوفمبر 2019، مركز الرسم، نيويورك في الولايات المتحدة «قلم الرصاص هو المفتاح - رسومات الفنانين المحبوسين».[69]
- مايو 2019، تيت مودرن، لندن في بريطانيا، تركيب بعنوان ما تبقى.[70][71]
- مارس 2019، دار أوبرا رين، فرنسا، معرض بعنوان «عيون مفتوحة على مصراعيها».[72]
- ديسمبر 2018 «معرض الفن الكردي» الطبعة الثانية، لندن في المملكة المتحدة.[73]
- يناير 2018، جولة سانت أوبين في أنجيه، فرنسا، معرض بعنوان عيون مفتوحة على مصراعيها.[74]
- سبتمبر 2018، بلد Morlaix، فرنسا، مهرجان العوالم الأخرى.[75][76]
- أغسطس 2017، مهرجان سينما دي دورنينيز فرنسا، معرض بعنوان "عيون مفتوحة على مصراعيها.[77]
- فبراير 2017، ديار بكر في تركيا، معرض بعنوان "141".[78]

## فهرس
- "Zehra. La ragazza che dipingeva la guerra", (زهرة. الفتاة التي رسمت الحرب) بقلم أنتونيلا دي بياسي، ورسمتها زهرة دوغان، موندادوري، 8 يوليو 2021,EAN 9788804740445[79]
- Zehra Doğan "Prigione N°5", graphic novel. Becco Giallo, Avril 2021. (ردمك 9782849754894)[80]
- Zehra Doğan "Prison N°5", graphic novel, Delcourt, ترجمة / مقتبس من قبل ناز أوك، دانيال فلوري، مارس 2021. (ردمك 9782413038481)
- Zehra Doğan "Avremo anche giorni migliori. Opere dalle carceri turche" (سنعرف أيضًا أيامًا أفضل. أعمال من السجون التركية) من قبل Elettra Stamboulis, Art Catalogue, Skira Publishing (ردمك 8857243303)
- Zehra Doğan, "Nous aurons aussi de beaux jours : écrits de prison" (سنعرف أيضًا أيامًا أفضل. أعمال من السجون التركية)، ترجمة ناز أوك، دانيال فلوري، Editions des femmes  [لغات أخرى]‏, October 2019 (ردمك 978-2849754894)
- Zehra Doğan, "Les Yeux grands ouverts', (عيون مفتوحة على مصراعيها) ترجمة ناز أوك، Fage Editions، يوليو 2017 (ردمك 978-2849754894)

## روابط خارجية
- الموقع الرسمي لزهرة دوغان.
- ملف خاص زهرة دوغان (متعدد اللغات) في كديستان.
- أرشيف الإنترنت الخاص بموقع «جينها» باللغة الإنجليزية